# Lochenice
Lochenice (en allemand : Lochnitz) est une commune du district de Hradec Králové, dans la région de Hradec Králové, en République tchèque. Sa population s'élevait à 607 habitants en 2022.

## Géographie
Lochenice se trouve à 7 km au nord du centre de Hradec Králové et à 101 km à l'est-nord-est de Prague.
La commune est limitée par Sendražice au nord-ouest, par Smiřice au nord-est, par Skalice à l'est, par Hradec Králové et Předměřice nad Labem au sud, et par Neděliště à l'ouest.

## Histoire
La première mention écrite de la localité date de 1143.

## Transports
Par la route, Lochenice se trouve à 10,5 km de Hradec Králové et à 121 km de Prague.